# Museo della Resistenza piacentina
Il Museo della Resistenza piacentina è un museo dedicato alla resistenza nella provincia di Piacenza, situato a Sperongia, frazione del comune di Morfasso, nella zona della val d'Arda, culla delle prime bande partigiane locali, e, in seguito, territorio della divisione Garibaldi-Bersani quando la lotta armata si organizzò.
Il complesso museale, sorto per la volontà della provincia di Piacenza, della Comunità montana valli del Nure e dell'Arda, del comune di Morfasso e con il contributo dei fondi museali della regione Emilia-Romagna, è stato inaugurato il 25 aprile 2009. Hanno, inoltre, collaborato l'ISREC, l'ANPI provinciale di Piacenza e la diocesi di Piacenza-Bobbio.
La gestione del museo è affidata all'associazione di volontari Amici del Museo della Resistenza Piacentina.
L'ubicazione del museo, in una zona strategica sul confine tra il territorio piacentino e il territorio parmense che permetteva le comunicazioni tra le attività resistenziali dei due territori, è stato scelto per favorire la conoscenza e la memoria della resistenza partigiana sull'Appennino piacentino, in particolar modo ricordando l'eccidio del passo dei Guselli e l'eccidio della Rocchetta di Morfasso.
Il museo nasce come luogo della memoria per ricordare i caduti partigiani e civili e la popolazione del territorio piacentino che per venti mesi subì distruzioni e violenze.

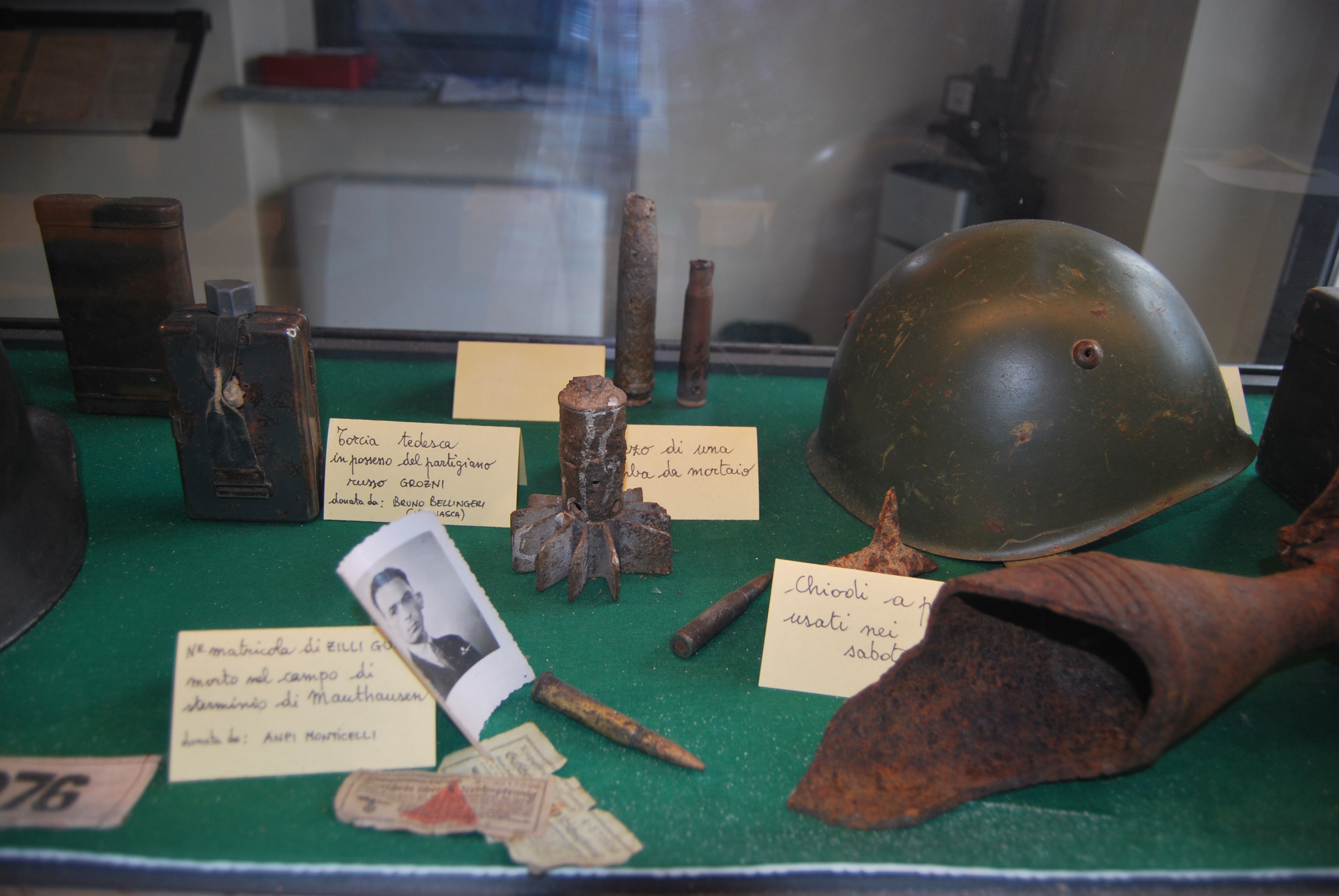
Cimeli partigiani

## Descrizione
La superficie espositiva è di circa 60 m² disposta su due piani, ma con accesso garantito anche a persone disabili.

### Piano terra

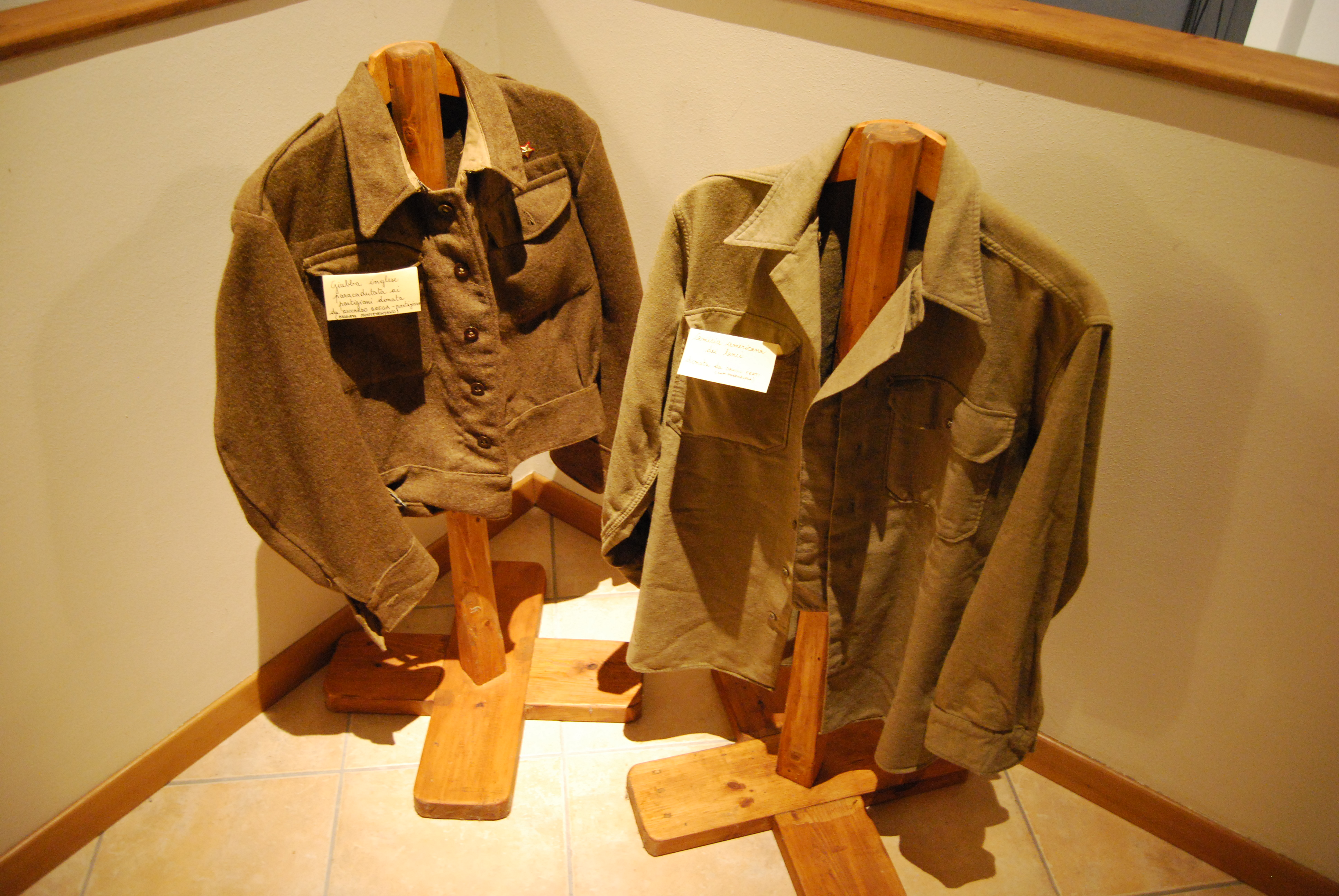
Abiti

Al piano terra si possono consultare alcuni pannelli che evidenziano:
- le figure di diversi comandanti partigiani, tra i quali Emilio Canzi, Vladimiro Bersani e Giuseppe Prati
- la rete antifascista clandestina e la formazione del CLN e delle Sap
- la costituzione delle prime bande partigiane
- il ruolo degli stranieri (russi, slavi, britannici e altri) nei distaccamenti partigiani, delle donne e dei preti nella Resistenza.

Sono, altresì, esposti alcuni cimeli e abiti militari della guerra partigiana, ed è possibile consultare libri e documenti originali del CLN piacentino.
Questo spazio viene anche utilizzato per rassegne cinematografiche, con una capacità circa 45 posti a sedere e approfondimenti didattici dedicati agli studenti.

### Primo piano
Al primo piano sono presenti: 

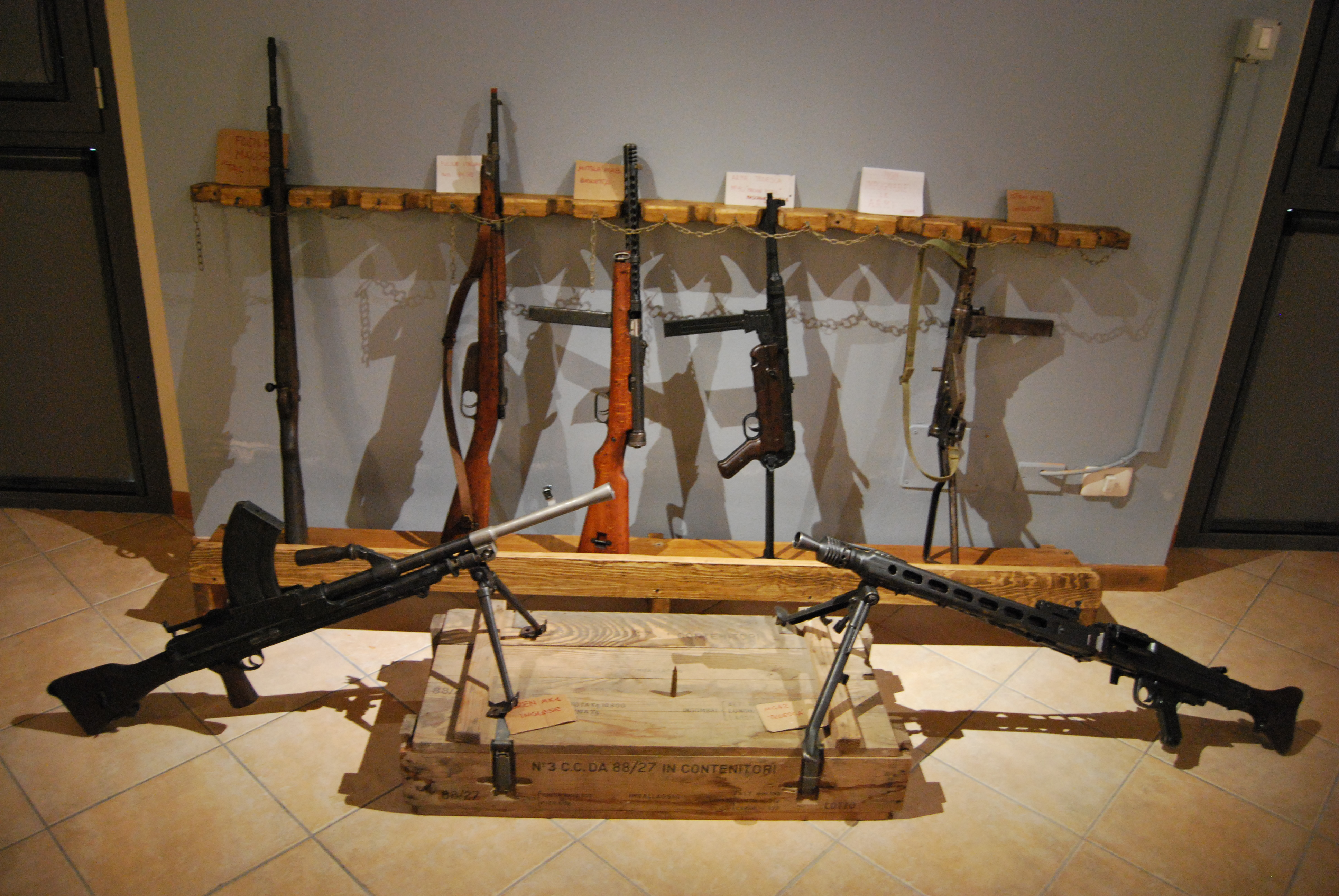
Moschetti

- un pannello sulla deportazione nella provincia di Piacenza
- un'esposizione di foto partigiane
- uno schermo touch-screen che illustra una carta geografica della provincia di Piacenza, dove è possibile visionare le località della provincia interessate dagli avvenimenti della guerra partigiana
- uno schermo a muro dove possono essere visualizzati alcuni filmati d'epoca, tra i quali l'ingresso degli americani ad Alseno e consegna delle armi partigiane avvenuta il 28 aprile 1945 in piazza Cavalli a Piacenza, oltre a interviste e testimonianze di partigiani/e sopravvissuti
- due computer per la libera consultazione dell'anagrafe partigiana di Piacenza che conta più di 6 000 combattenti
- una raccolta di armi utilizzate nella guerra partigiana, tra cui sten, bren, moschetti e maschine-pistole.

## Il sentiero partigiano "Giovanni lo Slavo"
Dalla sede del museo parte un percorso storico-naturalistico in val d'Arda detto il “sentiero del partigiano”, dedicato alla memoria di Giovanni Grcavaz, detto Giovanni lo Slavo, che, nell'area del torrente Arda e delle limitrofe zone boschive, tocca alcuni dei sentieri percorsi dalle staffette partigiane, i punti di vedetta e le sedi dei vari distaccamenti.
| Percorso             | Dadomo-Osteria-Gariboia-Rocca-Rocca-Casali-Dadomo |
| Difficoltà           | E (escursionistico)                               |
| Segnavia             | bianco-rosso                                      |
| Lunghezza            | 9150 m (proiezione in piano)                      |
| Dislivello           | 425 m                                             |
| Tempo di percorrenza | 3 h                                               |

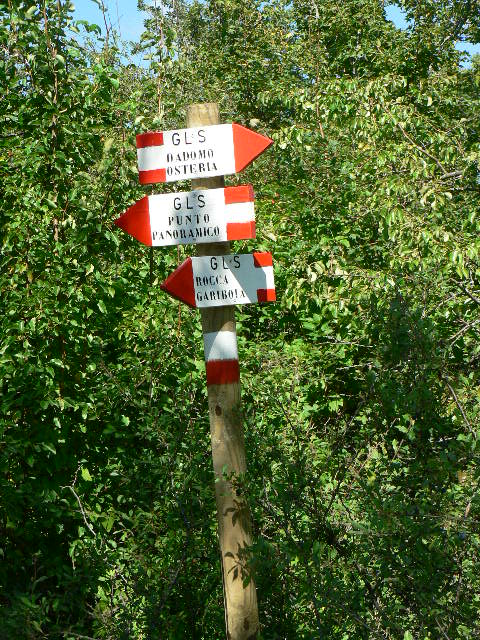
Segnavia del percorso

Da Dadomo, nei cui pressi si può lasciare la macchina, si scende verso Osteria (15') seguendo il percorso CAI 921; poco prima della frazione si piega a sinistra raggiungendo la strada della Bocchetta, che si risale brevemente per proseguire a destra su uno stradello sterrato.
Con alcuni saliscendi si oltrepassa il Rio Costanza e si arriva al piccolo nucleo di Gariboia (40').
Il percorso continua costeggiando ampi prati e sale fino a raggiungere una zona pianeggiante a mezza costa, occupata da un castagneto da frutto abbandonato con alberi secolari; da qui con una brevissima deviazione si raggiungono i ruderi di casa del Cucù (30').
Proseguendo in quota si raggiunge l'imbocco della mulattiera di Rocca (5') contornata da muretti a secco e con alcuni tratti ancora selciati. Raggiunta l'omonima frazione (30') si trova il bivio che porta alla "Grotta dell'eccidio" dove una lapide ricorda due partigiani trucidati dai tedeschi; ritornati sul percorso principale si sale fino alla Rocca di Sella Casali (25') dalla cui cima, raggiungibile con un'altra breve deviazione (10') si gode di una vista panoramica su tutta l'alta val d'Arda.
Da qui il percorso inizia a scendere e attraversando boschi ritorna a Dadomo (45').
È possibile anche partire a piedi dal Museo della Resistenza, passando dalla località Il Follo e immettendosi sul percorso nei pressi di Gariboia (25').

### Punti di interesse toccati dal sentiero
1. Dadomo: nucleo abitativo principale della zona di Settesorelle, in cui vi era ubicato il primo, e successivamente il più numeroso contingente dei partigiani di Giovanni lo Slavo[7].
2. Osteria: luogo posto nelle vicinanze del corso del torrente Arda dove Giovanni lo Slavo aveva installato la prima sede del suo comando a seguito della sua fuga dal campo in cui era detenuto nei pressi di Cortemaggiore[7].
3. Gariboia: località in cui erano presenti un guado e una passerella solitamente usati dai partigiani per recarsi all'osteria di Peppo e Salino di Pedina, luogo deputato ad incontri con altri partigiani/e, nonché per le successive salite verso il monte Lama[7].
4. Casa del Cucù: edificio utilizzato come rifugio da parte dei partigiani situato all'interno di un bosco in una posizione di non facile individuazione da parte delle forze nazifasciste[7].
5. Grotta dell'eccidio: grotta situata sotto la Rocca dei Casali. L'8 gennaio 1945 fu teatro dell'uccisione di diversi partigiani, tra cui due ragazzi diciassettenni[7].